# 바나나 껍질

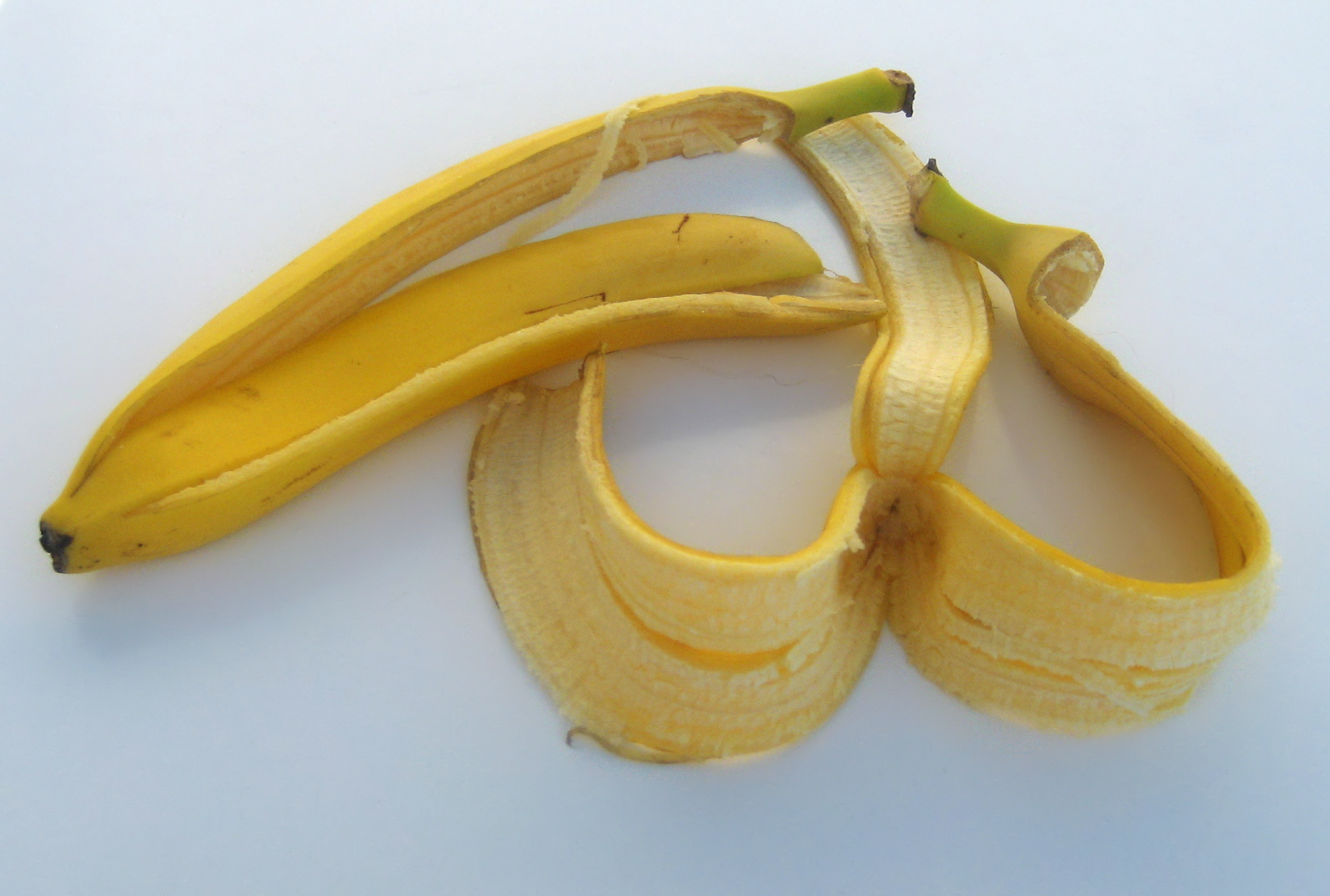
버려진 바나나 껍질

바나나 껍질은 바나나 과일의 겉껍질이다. 바나나 껍질은 동물의 먹이, 요리 재료, 수질 정화, 여러 생화학 제품 제조는 물론 농담과 코믹한 상황에 사용된다.
바나나 껍질을 제거하는 방법에는 여러 가지가 있다.

## 이용
바나나는 전 세계적으로 소비되는 인기 과일로 2011년 기준 연간 생산량이 1억 6500만 톤이 넘는다. 껍질을 제거한 후에는 생으로 먹거나 익혀 먹을 수 있으며 껍질은 일반적으로 폐기된다. 바나나 껍질을 제거하면 상당한 양의 유기 폐기물이 생성된다.
바나나 껍질은 때때로 소, 염소, 돼지, 원숭이, 가금류, 토끼, 물고기, 얼룩말 및 기타 여러 종의 사료로 사용되며, 일반적으로 바나나가 재배되는 지역의 소규모 농장에서 사용된다. 껍질에 포함된 탄닌이 이를 섭취하는 동물에 미치는 영향에 대한 우려가 있다.
바나나 껍질의 영양가는 성숙 단계와 품종에 따라 다르다. 예를 들어 질경이 껍질에는 디저트 바나나 껍질보다 섬유질이 적고 리그닌 함량은 숙성에 따라 증가한다(건조물 7~15%). 평균적으로 바나나 껍질에는 단백질 건조물 6~9%, 섬유질 20~30%(NDF로 측정)가 포함되어 있다. 녹색 질경이 껍질에는 숙성 후 당분으로 변하는 전분이 40% 함유되어 있다. 녹색 바나나 껍질에는 질경이 껍질보다 녹색일 때 전분 함량이 훨씬 적다(약 15%). 반면 잘 익은 바나나 껍질에는 최대 30%의 유리당이 포함되어 있다.
바나나 껍질은 수질 정화, 에탄올, 셀룰레이스, 라카제 생산, 비료 및 퇴비화에도 사용된다.

## 요리
바나나 껍질을 사용한 요리는 바나나와 질경이 껍질을 조리법에 사용하는 동남아시아, 인도, 베네수엘라 요리에서 흔히 볼 수 있다. 2019년 4월, 푸드 블로거 멜리사 코플랜드(Melissa Copeland, 일명 The Stingy Vegan)가 바나나 껍질을 사용한 비건 풀드 포크 레시피를 선보였다. 2020년 더 그레이트 브리티시 베이크 오프(The Great British Bake Off) 우승자 나디야 후세인(Nadiya Hussain)은 음식물 쓰레기를 줄이기 위해 버거를 만들 때 풀드 포크 대신 바나나 껍질을 사용한다고 밝혔다. 그해 말 TV 셰프 나이젤라 로슨은 BBC 쇼에서 바나나 껍질을 카레 재료로 사용했다.